# Einelektronenübertragung
| Bildung von Radikalionen durch Einelektronenübertragung (SET)                                         |
| Bildung eines Radikalanions durch Anlagerung eines Elektrons an ein neutrales Molekül A.              |
| Bildung eines Radikalkations durch Abspaltung (Entzug) eines Elektrons aus einem neutralen Molekül A. |

Die Einelektronenübertragung – englisch single electron transfer, SET – spielt eine Rolle bei der Oxidation von alkyl-substituierten Aromaten, wie z. B. Toluol (Ar–CH3) durch folgende Schritte:

Oxidation eines Alkylaromaten wie z. B. Toluol (Ar = Phenylrest) in Einelektronenübertragungsschritten.

Dabei entsteht zuerst ein Radikalkation durch eine Einelektronenübertragung auf das Metall M. Durch Abspaltung eines Protons entsteht ein Benzylradikal, das durch eine weitere Einelektronenübertragung schnell zum Benzylkation oxidiert wird. Letzteres reagiert mit Wasser oder Essigsäure zu Benzylalkohol oder Essigsäurebenzylester.